# Sullay Kaikai
Sulaiman Borbor Kaikai (Londen, 25 augustus 1995) is een Sierra Leoons-Engels voetballer die als aanvaller voor Wycombe Wanderers FC speelt.

## Carrière
Sullay Kaikai speelde van 2010 tot 2013 in de jeugd van Crystal Palace FC, waarna hij tot 2019 bij deze club onder contract stond. Hij debuteerde voor Crystal Palace op 24 september 2014, in de met 2-3 verloren wedstrijd tegen Newcastle United FC in de League Cup. Hij kwam in de 80e minuut in het veld voor Jonathan Williams en scoorde in de 90+2e minuut de 2-2, waarmee een verlenging werd afgedwongen. In zes jaar speelde Kaikai slechts elf wedstrijden voor Crystal Palace, en werd zodoende regelmatig uitgeleend aan clubs die op lagere niveaus in Engeland speelden. Dit waren achtereenvolgens Crawley Town FC, Cambridge United FC, twee periodes Shrewsbury Town FC, Brentford FC en Charlton Athletic FC. In de winterstop van het seizoen 2018/19 vertrok hij transfervrij naar NAC Breda. Hij debuteerde voor NAC op 25 januari 2019, in de met 1-1 gelijkgespeelde thuiswedstrijd tegen ADO Den Haag. Hij kwam in de 65e minuut in het veld voor Giovanni Korte. Kaikai speelde zes wedstrijden voor NAC, en na de degradatie uit de Eredivisie vertrok hij in de zomer van 2019 transfervrij naar Blackpool FC. Sinds 2021 speelt hij voor Wycombe Wanderers FC.

### Statistieken
| Seizoen                                                                            | Club                   | Land           | Competitie     | Competitie | Competitie | Beker | Beker | Overig* | Overig* | Totaal | Totaal |
| Seizoen                                                                            | Club                   | Land           | Competitie     | Wed.       | Dlp.       | Wed.  | Dlp.  | Wed.    | Dlp.    | Wed.   | Dlp.   |
| ---------------------------------------------------------------------------------- | ---------------------- | -------------- | -------------- | ---------- | ---------- | ----- | ----- | ------- | ------- | ------ | ------ |
| 2013/14                                                                            | → Crawley Town FC      | Engeland       | League One     | 5          | 0          | 0     | 0     | 0       | 0       | 5      | 0      |
| 2014/15                                                                            | Crystal Palace FC      | Engeland       | Premier League | 0          | 0          | 0     | 0     | 1       | 1       | 1      | 1      |
| 2014/15                                                                            | → Cambridge United FC  | Engeland       | League Two     | 25         | 5          | 5     | 1     | 0       | 0       | 30     | 6      |
| 2015/16                                                                            | Crystal Palace FC      | Engeland       | Premier League | 1          | 0          | 0     | 0     | 0       | 0       | 1      | 0      |
| 2015/16                                                                            | → Shrewsbury Town FC   | Engeland       | League One     | 14         | 5          | 2     | 0     | 1       | 0       | 17     | 5      |
| 2015/16                                                                            | → Shrewsbury Town FC   | Engeland       | League One     | 12         | 7          | 0     | 0     | 0       | 0       | 12     | 7      |
| 2016/17                                                                            | → Brentford FC         | Engeland       | Championship   | 18         | 3          | 0     | 0     | 0       | 0       | 18     | 3      |
| 2016/17                                                                            | Crystal Palace FC      | Engeland       | Premier League | 1          | 0          | 2     | 0     | 0       | 0       | 3      | 0      |
| 2017/18                                                                            | Crystal Palace FC      | Engeland       | Premier League | 1          | 0          | 1     | 0     | 2       | 0       | 4      | 0      |
| 2017/18                                                                            | → Charlton Athletic FC | Engeland       | League One     | 14         | 0          | 0     | 0     | 1       | 0       | 15     | 0      |
| 2018/19                                                                            | Crystal Palace FC      | Engeland       | Premier League | 0          | 0          | 0     | 0     | 2       | 0       | 2      | 0      |
| 2018/19                                                                            | NAC Breda              | Nederland      | Eredivisie     | 6          | 0          | 0     | 0     | –       | –       | 6      | 0      |
| 2019/20                                                                            | Blackpool FC           | Engeland       | League One     | 22         | 4          | 2     | 1     | 4       | 1       | 28     | 6      |
| 2020/21                                                                            | Blackpool FC           | Engeland       | League One     | 36         | 7          | 3     | 0     | 1       | 0       | 40     | 7      |
| 2021/22                                                                            | Wycombe Wanderers FC   | Engeland       | League One     | 12         | 0          | 1     | 0     | 4       | 0       | 17     | 0      |
| Carrièretotaal                                                                     | Carrièretotaal         | Carrièretotaal | Carrièretotaal | 167        | 31         | 16    | 2     | 16      | 2       | 199    | 35     |
| *Bevat wedstrijden uit de EFL Cup, Football League Trophy en League One play-offs. |                        |                |                |            |            |       |       |         |         |        |        |
| Bijgewerkt op 13 december 2021                                                     |                        |                |                |            |            |       |       |         |         |        |        |

### Interlandcarrière
In 2021 werd Kaikai voor het eerst geselecteerd voor het Sierra Leoons voetbalelftal, waarmee hij zich kwalificeerde voor het Afrikaans kampioenschap van 2021. Hij debuteerde in de kwalificatiewedstrijd tegen Benin.
| Interlands van Sullay Kaikai voor Sierra Leone | Interlands van Sullay Kaikai voor Sierra Leone | Interlands van Sullay Kaikai voor Sierra Leone | Interlands van Sullay Kaikai voor Sierra Leone | Interlands van Sullay Kaikai voor Sierra Leone | Interlands van Sullay Kaikai voor Sierra Leone |
| №                                              | Datum                                          | Wedstrijd                                      | Uitslag                                        | Soort wedstrijd                                | Doelpunten                                     |
| Als speler bij Blackpool FC                    | Als speler bij Blackpool FC                    | Als speler bij Blackpool FC                    | Als speler bij Blackpool FC                    | Als speler bij Blackpool FC                    | Als speler bij Blackpool FC                    |
| ---------------------------------------------- | ---------------------------------------------- | ---------------------------------------------- | ---------------------------------------------- | ---------------------------------------------- | ---------------------------------------------- |
| 1.                                             | 16 juni 2021                                   | Sierra Leone − Benin                           | 1 – 0                                          | Africa Cup 2021 kwalificatie                   | 0                                              |
| Als speler bij Wycombe Wanderers FC            |                                                |                                                |                                                |                                                |                                                |
| 2.                                             | 6 oktober 2021                                 | Sierra Leone − Zuid-Soedan                     | 1 – 1                                          | Vriendschappelijk                              | 1                                              |
| 3.                                             | 9 oktober 2021                                 | Gambia − Sierra Leone                          | 1 – 2                                          | Vriendschappelijk                              | 0                                              |
| 4.                                             | 13 november 2021                               | Sierra Leone − Comoren                         | 0 – 2                                          | Vriendschappelijk                              | 0                                              |